# Slangerup Kloster
Slangerup Kloster var et cistercienserkloster for nonner på Sjælland. Klostret blev grundlagt i Slangerup før 1187 og i forbindelse med reformationen blev klostret lukket og senere nedrevet.  De historiske kilder til klostret er yderst fåtallige.